# Tavda (flod)
Tavda (russisk: Тавда, tr. Tavda) er en flod i Sverdlovsk og Tjumen oblast i Rusland. Den er en venstre biflod til Tobol. Tavda dannes ved sammenløbet af floderne Lozva og Sozva, og er 719 km lang.
Floden afvandingsareal er på 88.100 km². Ved byen Tavda, 237 km opstrøms fra mundingen, er dechargen 462 m³/s (minimum i marts med 11,4 m³/s, maksimum i juni med 3250 m³/s. I den nedre del er floden cirka 270 m bred, 4 m dyb og strømhastigheden er 0,4 m/s.
Tavda fryser til tidlig i november og er frosset til slutningen af april. Den største biflod er Pelym (russisk: Пелым). Tavda er sejlbar, og er blevet benyttet til tømmerflådning.
Hvidlaksen (Stenodus leucichthys) gyder i Tavda.